# Cesiumhydroxid
Cesiumhydroxid, CsOH, är en av de starkaste kända baserna och kan angripa glas. 

## Framställning
Cesiumhydroxid kan framställas genom att låta cesiumoxid reagera med vatten.
{\displaystyle {\rm {Cs_{2}O+H_{2}O\rightarrow 2\ CsOH}}}

## Användning
Cesiumhydroxid kan inte användas till så mycket på grund av de stora säkerhetsriskerna med denna starkt frätande kemikalie. Det beror också på det höga priset på cesium. Cesiumhydroxid används ändå vid framställning av andra cesiumsalter.

## Egenskaper
Cesiumhydroxid löser sig i bland annat vatten och etanol.